# Neptunalia
De Neptunalia waren een feestdag in het oude Rome ter ere van de god Neptunus.
Het feest werd gevierd tijdens de droogte van de zomer, wanneer Neptunus als god van het water werd geacht voor regen te zorgen. De Neptunalia werden volgens Varro gevierd op 23 juli. De feestdag werd op  Romeinse kalenders aangemerkt als Nept(unales) ludi of Nept(unales) ludi et feriae (wat staat voor Spelen (en feestdagen) van Neptunus) en werd gevierd met dans en drank. Over de specifieke tradities van de Neptunalia is niets bekend, behalve dat de Romeinen hutten van takken (umbrae) bouwden waarin ze dronken en feestvierden.